# Charles Étienne Soubre
Charles Étienne Soubre (Brussel, 26 december 1846 - Luik, 26 juni 1915) was een Belgisch architect. Hij was hoogleraar aan de Koninklijke Academie voor Schone Kunsten van Luik en is vooral bekend vanwege zijn ontwerp van het Paleis voor Schone Kunsten van Luik.

## Biografische schets
Charles Étienne Soubre was een telg uit het kunstzinnige geslacht Soubre. Hij werd geboren als tweede zoon van de componist Étienne Soubre. Zijn oom was de schilder Charles Soubre. Charles Étienne Soubre trouwde op 28 mei 1875 in het Duitse Bad Lippspringe met Wilhelmine Catherine ("Caetchen") May.
In 1885 werd hij benoemd tot professor "architectuurcompositie" aan de Luikse Koninklijke Academie voor Schone Kunsten. Omstreeks 1890 was hij president van de Luikse afdeling van de Société centrale d'architecture de Belgique. In 1904 werd hij benoemd tot corresponderend lid van de Koninklijke Commissie voor Monumenten en Landschappen in de provincie Luik.
Soubre was, samen met Jean-Laurent Hasse (1849-1925), coördinerend architect van de Wereldtentoonstelling van 1905, gehouden in het Parc de la Boverie in Luik.

## Onderscheidingen
- Ridder in de Leopoldsorde;
- Ridder in de Orde van Sint-Stanislaus.

## Gerealiseerde bouwwerken (selectie)
- circa 1880: herbouw Kasteel van Gronsveld[1]
- 1881:
  - kerkhofkapel in Angleur;
  - woonhuis avenue Blonden 19-21 in Luik;
  - woonhuizen boulevard Frère-Orban 20 (en 18 ofwel 22) in Luik (gesloopt?);
- vóór 1885: hoekpand rue Forgeur en boulevard Frère-Orban in Luik;
- 1885: woonhuis rue Forgeur 5 in Luik;
- 1890: woonhuis boulevard Piercot 44 in Luik;
- 1893: woonhuizen rue Forgeur 1-3 in Luik;
- 1894: villa van de heer Rosset te Spa;
- 1895: château Peltzer in Verviers;[2]
- 1898: villa "Les Sorbiers" in Spa;
- 1900: orgelkast van het conservatorium in Luik;[3]
- 1905:
  - Paleis voor Schone Kunsten van Luik (met Jean-Laurent Hasse) in het Parc de la Boverie, vanaf 1980 Museum voor moderne en hedendaagse kunst (Luik), vanaf 2016 La Boverie;
  - Monument voor Zénobe Gramme (met de beeldhouwer Thomas Vinçotte), square Gramme te Luik;
- 1908:
  - Château du Haut-Neubois (tegenwoordig CERAN) in Spa;
  - Château de la Fraineuse in Spa;
- 1909: villa "Hill Cottage" in Spa.

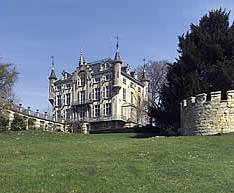
Kasteel van Gronsveld
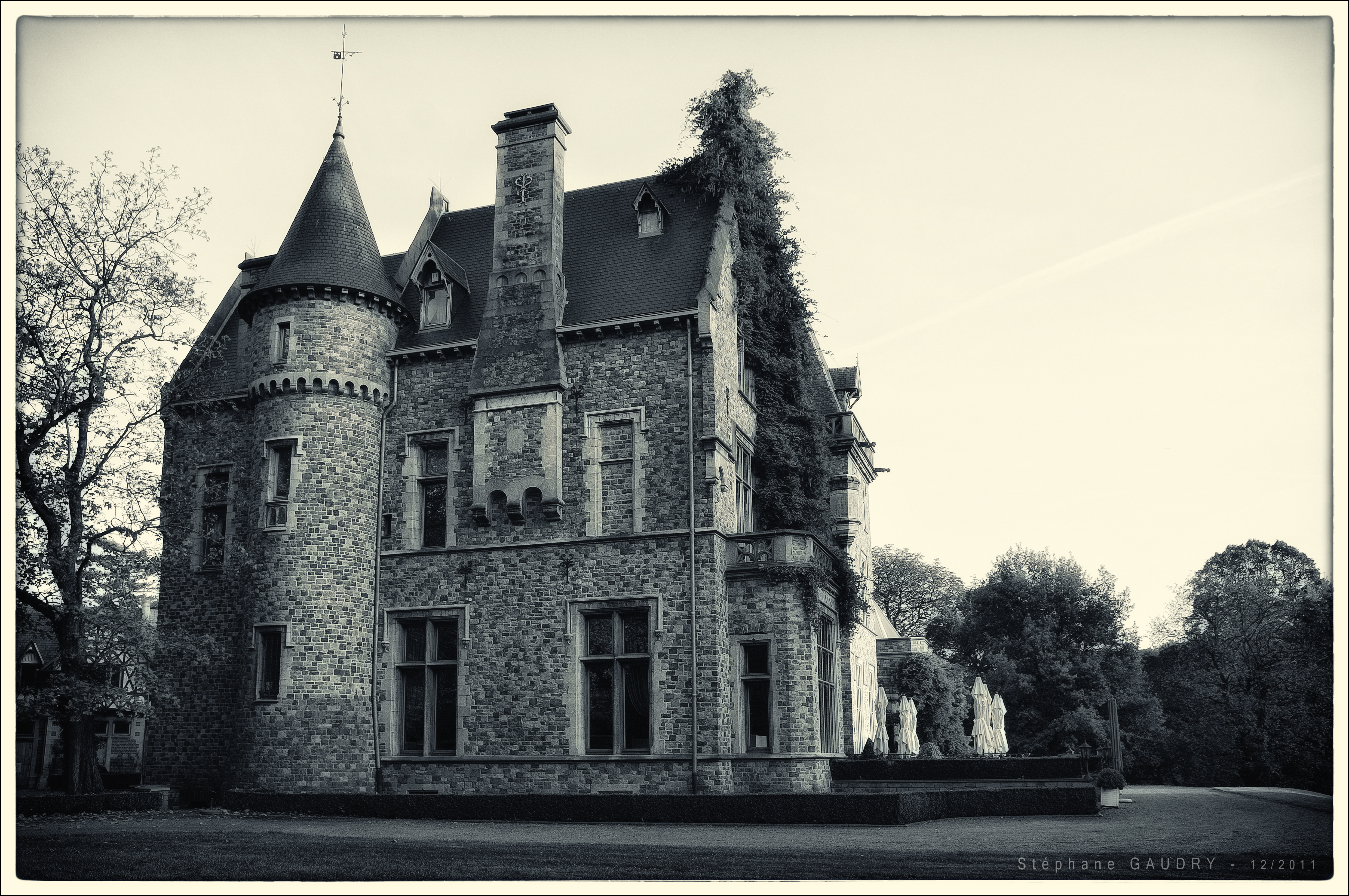
Château Peltzer, Verviers
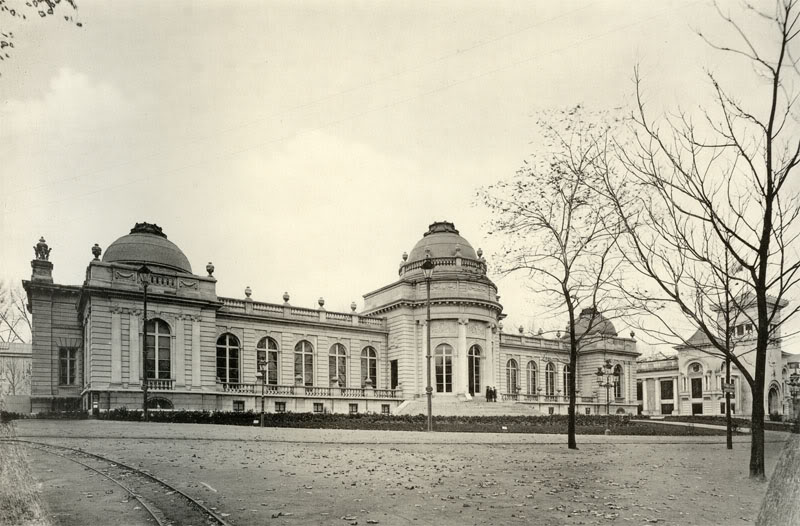
Palais des Beaux Arts, Luik
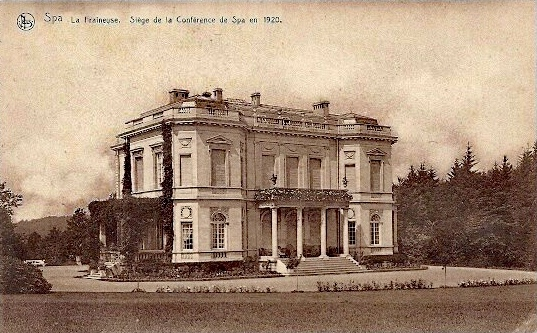
La Fraineuse, Spa